# Popillia digennaroi
Popillia digennaroi är en skalbaggsart som beskrevs av Limbourg 2008. Popillia digennaroi ingår i släktet Popillia och familjen Rutelidae. Inga underarter finns listade i Catalogue of Life.